# Parcani (Soroca)
Parcani è un comune della Moldavia situato nel distretto di Soroca di 1.927 abitanti al censimento del 2004.

## Località
Il comune è formato dall'insieme delle seguenti località (popolazione 2004):
- Parcani (979 abitanti)
- Voloave (948 abitanti)